# Debbie Gibson
Deborah Ann „Debbie” Gibson (ur. 31 sierpnia 1970 w Nowym Jorku) – amerykańska piosenkarka, autorka tekstów, producentka muzyczna i aktorka. 
W 1988 w wieku 17 lat została ogłoszona najmłodszą artystką, która napisała, wykonała i wyprodukowała singiel znajdujący się na 1. miejscu listy Billboard Hot 100. Była to piosenka „Foolish Beat”. 

## Dyskografia

### Albumy
- Out of the Blue (1987)
- Electric Youth (1989)
- Anything Is Possible (1990)
- Body Mind Soul (1993)
- Think with Your Heart (1995)
- Deborah (1997)
- M.Y.O.B. (2001)
- Colored Lights: The Broadway Album (2003)
- Ms. Vocalist (2010)

## Filmografia

### Filmy
- 1984: Pogromcy duchów jako solenizantka w Tavern on the Green
- 1986: The Manhattan Project
- 1986: Słodka wolność (Sweet Liberty)
- 1999: My Girlfriend's Boyfriend jako Melissa Stevens
- 2001: Wedding Band
- 2001: Soulkeeper
- 2004: Celeste w Nowym Jorku jako Monica
- 2006: Coffee Date jako Melissa
- 2007: Ciała/przeciwciała jako opiekunka społeczna
- 2009: Megaszczęki kontra megamacki (Mega Shark Versus Giant Octopus) jako Emma MacNeil
- 2011: Mega Python vs. Gatoroid jako Emma MacNeil
- 2012: Rock of Ages jako wykonawczyni rockowa
- 2014:Mega Shark Versus Mecha Shark jako Emma MacNeil

### Telewizja
- 1991: Beverly Hills, 90210 - odc.: "East Side Story"
- 1991: Street Justice'
- 1995: Krok za krokiem jako Christi Rose
- 1995: Kidsongs - odc.:  "Fun With Manners"
- 2002: That '80s Show jako Janice
- 2000: Maggie Bloom jako Maggie Bloom
- 2003: American Juniors
- 2006: Skating with Celebrities
- 2008: Rita daje czadu jako Cindy Schotz
- 2010: Celebrity Ghost Stories
- 2012: Celebrity Apprentice
- 2014: The Music in Me TV movie, UPTV
- 2017: Dancing with the Stars